# Agapornis swindernianus
Agapornis swindernianus là một loài chim trong họ Psittacidae.

## Hình ảnh